# Leta Semadeni
Pour les articles homonymes, voir Semadeni.
Leta Semadeni, née le 26 octobre 1944 à Scuol en Basse-Engadine, est une poétesse et narratrice suisse qui écrit et publie en deux langues : vallader et allemand. Elle habite à Lavin et est considérée comme l’une des représentantes les plus renommées de la poésie en langue rhéto-romane et de l’art narratif du présent. La particularité de son travail réside dans le bilinguisme qu'elle utilise, dans lequel chaque langue est sur un pied d'égalité : elle « navigue... entre les deux idiomes sans crainte de contact. » 

## Biographie
Leta Semadeni grandit à Scuol, elle est la deuxième enfant d'une fratrie de 4 enfants. Son père Jon Semadeni (de) est enseignant en secondaire, écrivain, régisseur de théâtre et dramaturge. Elle obtient sa maturité au Hochalpines Institut Ftan (de) à Ftan. Elle choisit ensuite la germanistique et se forme pour devenir enseignante dans le secondaire. 
En tant qu’enseignante spécialisée dans les matières philologiques, elle enseigne sept années durant à l’école juive de Zurich, puis 22 ans au Lyceum Alpinum Zuoz (de). Elle travaille en parallèle à la Radio e Televisiun Rumantscha participant à l'enseignement dans le programme Il balcun tort (en français : « Oriel »). 
En 2005, elle quitte son poste d'enseignante pour se consacrer entièrement à l'écriture.  
Elle est l'une des lauréates du Prix suisse de littérature en 2016 et lauréate du Grand prix de littérature suisse en 2023. 

## Prix
- 2011 : Prix littéraire des Grisons, obtenu le 9 février à la bibliothèque cantonale des Grisons à Coire[4].
- 2011 : Prix Schiller de la Fondation Schiller (de) pour In mia vita da vuolp / Dans ma vie de renard et pour son œuvre lyrique. Remise des prix à l'occasion de l'ouverture des Journées littéraires de Soleure le 2 juin 2011[5].
- 2016 : Prix de littérature suisse, pour son œuvre de prose écrite en allemand Tamangur[2].
- 2023 : Grand prix de littérature suisse, pour l'ensemble de son œuvre[6]

## Œuvres
- Monolog per Anastasia / Monologue pour Anastasia. Poesias / poèmes. Nimrod, Zurich 2001,  (ISBN 3-907139-67-4) (Romanche / allemand).
- Poesias da chadafö / Poesias da chadafö cuisine. Poesias / poèmes. Uniun dals Grischs, Celerina / Schlarigna 2006,  (ISBN 3-908611-29-6) (Romanche / allemand).
- Tigrin: l'istorgia d'ün giat engiadinais / Tigerli (Tigres): L'histoire d'un kater engadin. Livre pour enfants et jeunes. Uniun dals Grischs, Celerina / Schlarigna 2007,  (ISBN 3-908611-31-8) (romanche / allemand).
- In mia vita da vuolp / Dans ma vie de renard. Poesias / poèmes. (Avant-propos d'Esther Krättli, épilogue d'Angelika Overath) Chasa Editura Rumantscha (de), Coire 2010,  (ISBN 978-3-905956-01-6) (romanche/allemand).
- Raz. M. Wallimann, Alpnach 2011,  (ISBN 978-3-905969-04-7) (romanche/allemand).
- Tamangur. Roman. Rotpunktverlag, Zurich 2015 & 2019 (nouvelle édition augmentée),  (ISBN 978-3-85869-641-0)  (ISBN 978-3-85869-842-1).

Certains de ses poèmes ont été mis en musique et diffusés via des albums musicaux par Efisio Contini, Dodo Hug (de) et Martin Derungs (de).

### Traductions françaises
- Dans ma vie de renarde[7], traduit par Isabelle Longchamp et Denise Mützenberg, Éditions Samidzat, Orbe 2016
- Tamangur[8], traduit par Barbara Fontaine, Éditions Slatkine, Genève 2019